# Christophe Krebs
 (mars 2015).
Si vous disposez d'ouvrages ou d'articles de référence ou si vous connaissez des sites web de qualité traitant du thème abordé ici, merci de compléter l'article en donnant les références utiles à sa vérifiabilité et en les liant à la section « Notes et références ».
 (mars 2015).
Christophe Krebs (26 mars 1695 à Bining - 11 juillet 1760 à Bining) était un tabellion général et avocat au Parlement de naissance paysanne. C'était un personnage célèbre dans le pays de Bitche au XVIIIe siècle.
Il est né dans la maison familiale qui abrite aujourd'hui l'auberge du Tilleul. Il était le fils de Jean-Bernard Krebs (1666-1724) et de Catherine Hiegel (vers 1675-1731).
Dès l'école communale, il se distingue par son esprit vif et intelligent. Sa vie se caractérise par deux points essentiels : une carrière particulièrement brillante et une personnalité insolite marquée par le génie et l'extravagance. 
Admis par les Jésuites au collège de Bouquenom, bachelier le 25 août 1719, Christophe Krebs poursuit ses études à l'Université de Pont-à-Mousson, également dominée par les Jésuites et dont il sort licencié le 3 août 1720. 
Après ces brillantes études, ce fils de cultivateur commence une carrière juridique hors du commun qui lui fera gravir rapidement toutes les échelles sociales. Il sera nommé avocat à la cour souveraine le 5 août 1720. La logique aurait voulu que sa carrière se déroulât dans un bourg important, mais son esprit original et excentrique l'incite à revenir s'installer comme notaire à Bining ! Ce choix lui fut dicté par sa volonté d'accaparer une clientèle essentiellement constituée par de gros agriculteurs. Puis, il achète une charge de notaire à Bitche, tout en continuant son activité à Bining. Son talent l'amène à l'exercice de différentes fonctions juridiques notamment celle d'avocat au Parlement. 
Il eut plusieurs enfants naturels à Bining, dont Jean-Bernard Bourger, ce qui lui valut de développer une mauvaise réputation. Par conséquent, il fut obligé de se marier à l'une des mères de ses innombrables enfants pour le légitimer.
Il ira jusqu'à demander des comptes à Louis XV, l'entourage du roi lui répondant que ce dernier n'avait de comptes à rendre qu'à Dieu. Il mourut en 1760 alors que la Lorraine connaissait ses dernières années d'indépendance. 

## Généalogie
Génération 1
- 1 - Christophe Krebs, Tabellion Général et Avocat au Parlement 1695-1760

Parents
- 2 - Jean-Bernard Krebs 1666-1724
- 3 - Catherine Hiegel -1731

Grands-parents
- 4 - Paul Krebs 1644-1708
- 5 - Elisabeth Eschenbrenner -1700
- 6 - Augustin Hiegel
- 7 - Jeanne Schmitt

Arrière-grands-parents
- 8 - Jean Krebs, Charpentier 1610-1665
- 9 - Anne Jung 1615-1670
- 10 - Simon dit Kriegel Eschenbrenner -
- 11 - Elisabeth Von der Breyschen
- 12 - Nicolas Hiegel
- 13 - Régine Wagner
- 14 - Jean-Hugo Schmitt
- 15 - Angélique Müller